# Себастьян Аго
Себастьян Аго (швед. Sebastian Aho; 17 лютого 1996, м. Умео, Швеція) — шведський хокеїст, захисник. Виступає за ХК «Шеллефтео» у Шведській хокейній лізі.
Вихованець хокейної школи «Севар». Виступав за ХК «Шеллефтео».
В чемпіонатах Швеції — 48 матчів (1+8), у плей-оф — 13 матчів (0+0).
У складі молодіжної збірної Швеції учасник чемпіонатів світу 2014 і 2015. У складі юніорської збірної Швеції учасник чемпіонату світу 2013.
Досягнення
- Чемпіон Швеції (2014).